# نجد السوس (الحيمة الخارجية)

تعديل مصدري - تعديل

نجد السوس هي إحدى قرى عزلة بني منصور بمديرية الحيمة الخارجية التابعة لمحافظة صنعاء، بلغ تعداد سكانها 407 نسمة حسب تعداد اليمن لعام 2004.